# Itum-Kalinskij rajon
L'Itum-Kalinskij rajon (in russo Итум-Калинский район?) è un municipal'nyj rajon della Repubblica Autonoma della Cecenia, in Russia.